# Southern Literary Messenger

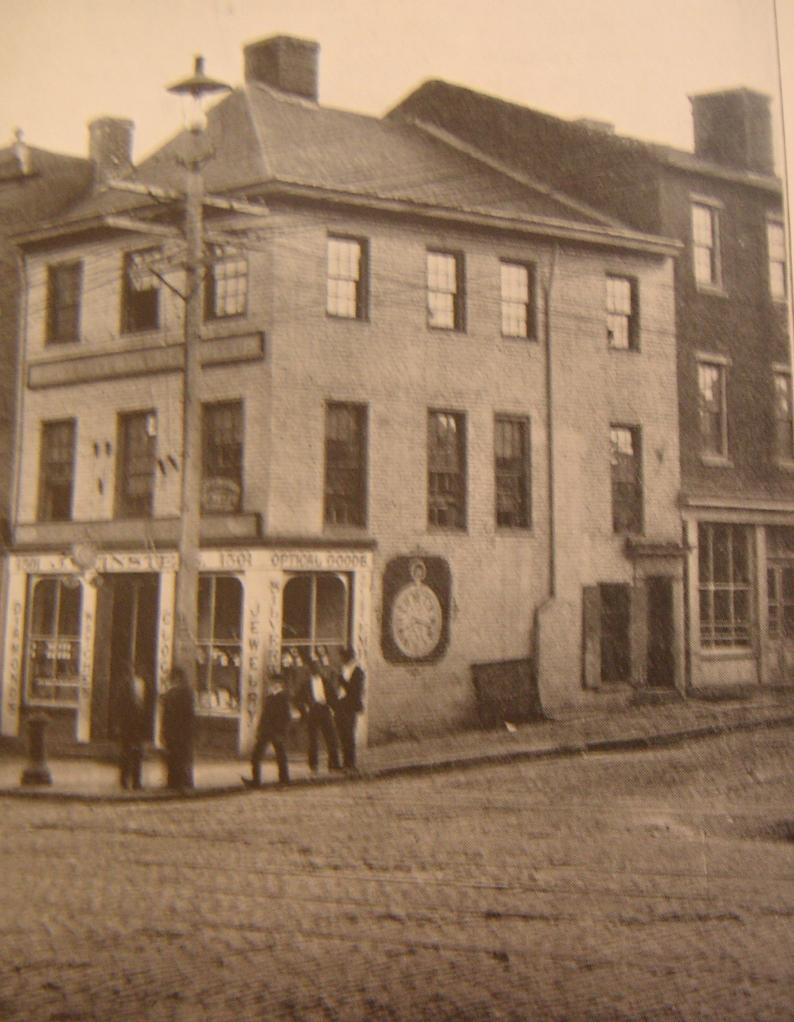
Das Gebäude, in dem sich zu Poes Zeit die Redaktion des Southern Literary Messenger befand. (Aufnahme von 1902; das Haus wurde 1916 abgerissen.)

Der Southern Literary Messenger war eine Zeitschrift, die von August 1834 bis Juni 1864 in Richmond, Virginia erschien. Sie hatte den Untertitel (mit geringfügigen Variationen) „Gewidmet allen Gebieten der Literatur und der Künste“. Veröffentlicht wurden Gedichte, Erzählungen, Berichte, Besprechungen und Artikel mit historischem Inhalt. Gegründet wurde der Messenger von Thomas Willis White, der bis zu seinem Tod, 1843, Herausgeber und gelegentlich auch Chefredakteur war. 1835 stellte White Edgar Allan Poe als Autor und Kritiker ein. 1864 stellte die Zeitschrift ihr Erscheinen ein. Hauptgrund war der Amerikanische Bürgerkrieg.

## Geschichte
Die erste Ausgabe des Southern Literary Messenger erschien im August 1834. Im ersten Heft erklärte Willis, sein Ziel sei es, „Stolz und Geist des Südens aufzurütteln und die literarische Schaffenskraft jenes Teils unseres Landes aus seinem langen Schlummer zu erwecken.“ Hintergrund war, dass seinerzeit die meisten und wichtigsten Zeitschriften im Norden, namentlich in Boston, New York und Philadelphia, erschienen.
Edgar Allan Poe war für einige Zeit Redakteur oder Chefredakteur des Blattes (siehe unten). Nach ihm übernahm wiederum Willis diese Position, gefolgt von Matthew Fontaine Maury (1840 bis 1843). Nach Whites Tod, 1843, wurde Benjamin Blake Minor Chefredakteur.

## Inhalt

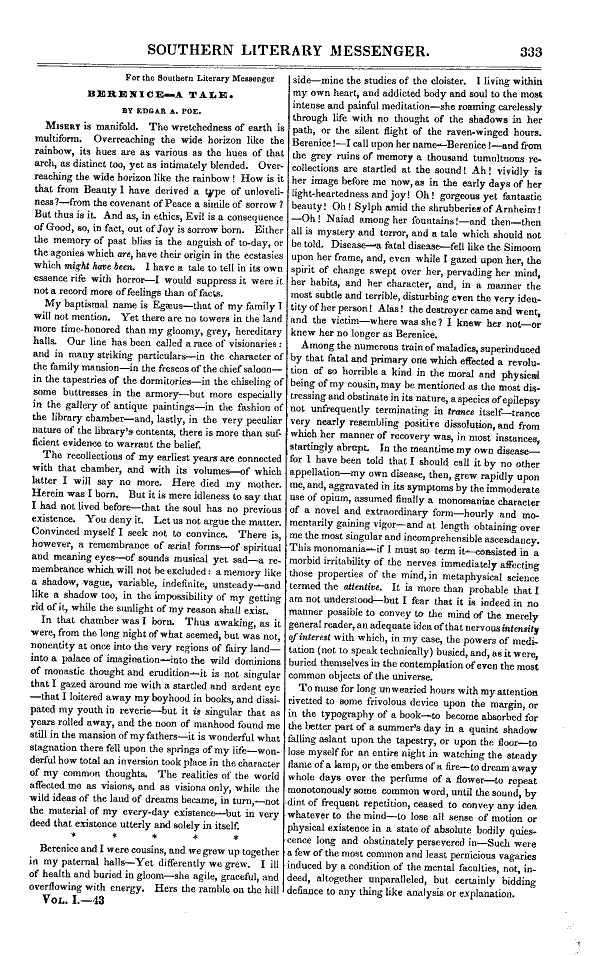
Berenice von Edgar Allan Poe im Southern Literary Messenger

Im Southern Literary Messenger erschienen Gedichte, Erzählungen, Berichte, Übersetzungen, Besprechungen, Texte zu Rechtsfragen und zu Aspekten der Geschichte von Virginia. Das Heft erschien meist monatlich und hatte zu Beginn vor allem Abonnenten im Norden der USA. Nach und nach gelang es jedoch eine größere Leserschaft in den Südstaaten zu erreichen und auch Beiträge von dort zu erhalten.

## Edgar Allan Poe und derMessenger
Im August 1835 wurde Edgar Allan Poe als Autor und Rezensent beim Messenger eingestellt. Nach nur einem Monat entließ Willis Poe – angeblich, weil dieser zu viel getrunken habe. Im Oktober desselben Jahres stellte er ihn jedoch wieder ein. Im Dezember 1835 wurde Poe Chefredakteur des Hefts. Während seiner Zeit beim Messenger veröffentlichte Poe dort 37 Rezensionen US-amerikanischer und ausländischer Bücher und Zeitschriften. Seine einschneidende Kritiken und sein auf ästhetischen Kriterien basierenden Urteile machten ihn rasch als Literaturkritiker bekannt.
Außer Kritiken veröffentlichte Poe auch Erzählungen im Messenger, darunter die Geschichten Berenice, Morella und in Fortsetzungen Teile des The Narrative of Arthur Gordon Pym of Nantucket.
Poe verließ den Messenger im Januar 1837. Auch nach seinem Weggang erschienen dort weitere Texte von ihm.